# Dewoin (distrito)
Dewoin é um dos quatro distritos do condado de Bomi, Libéria.
Em 2008 a população era 12.782.